# Pierożki
Pierożki – wieś w Polsce, położona w województwie podlaskim, w powiecie sokólskim, w gminie Szudziałowo.
| SIMC    | Nazwa         | Rodzaj  |
| ------- | ------------- | ------- |
| 0042197 | Aleksandrówka | kolonia |

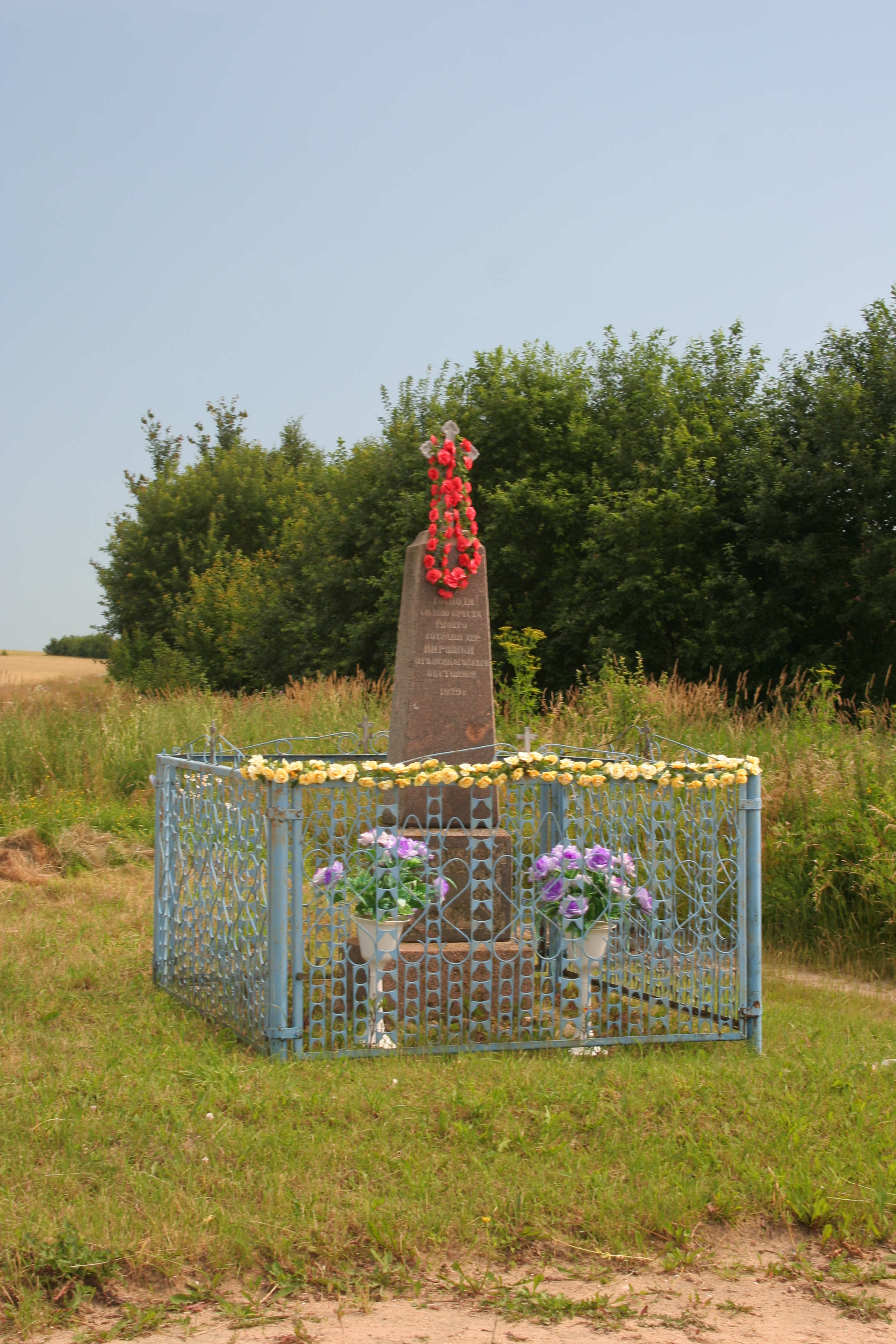
Prawosławny krzyż przydrożny

W latach 1954–1957 wieś była siedzibą gromady Pierożki, po jej zniesieniu w gromadzie Szudziałowo. W latach 1975–1998 wieś administracyjnie należała do województwa białostockiego.
Wierni kościoła rzymskokatolickiego należą do parafii św. Wincentego Ferreriusza i św. Bartłomieja Apostoła w Szudziałowie.